# Rainbow Theatre
Rainbow Theatre – dawniej Astoria Theatre, budynek w Finsbury Park w północnym Londynie, miejsce koncertów rockowych od września 1971 do stycznia 1982. Występowali tu tacy artyści, jak The Who (pierwszy koncert po otwarciu Rainbow Theathre w 1971), Iron Maiden (w grudniu 1980 zarejestrowano film koncertowy  Live at the Rainbow), Bob Marley & The Wailers, Van Morrison i Queen.
Miejsce to stało się również sławne za sprawą Jimiego Hendriksa, który podpalił tutaj po raz pierwszy swoją gitarę (31 marca 1967). Od 1995 gmach jest świątynią Uniwersalnego Kościoła Królestwa Bożego.